# Magny (Yonne)
Magny ist eine französische Gemeinde mit 872 Einwohnern (Stand: 1. Januar 2022) im Département Yonne in der Region Bourgogne-Franche-Comté. Die Gemeinde gehört zum Arrondissement Avallon und ist Mitglied im Gemeindeverband Avallon-Vézelay-Morvan. Die Einwohner werden Magnycois und Magnycoises genannt.

## Geographie
Magny liegt in der Région naturelle Avallonnais etwa 46 Kilometer südöstlich von Auxerre und etwa fünf Kilometer östlich von Avallon. Das Gebiet der Gemeinde wird vom Cousin und seinen Zuflüssen, Ru de l’Étang Tabie, Ru de la Lie und Ruisseau de l’Étang de Marrault, entwässert. Fast 60 % der Fläche der Gemeinde wird landwirtschaftlich genutzt.
Umgeben wird Magny von den Nachbargemeinden Sauvigny-le-Bois im Norden und Nordwesten, Guillon-Terre-Plaine mit Sceaux im Nordosten, Cussy-les-Forges im Osten, Saint-Brancher im Süden und Südosten, Saint-Germain-des-Champs im Süden und Südwesten sowie Avallon im Westen.

## Bevölkerungsentwicklung
| Jahr                      | 1962 | 1968 | 1975 | 1982 | 1990 | 1999 | 2006 | 2013 | 2020 |
| Einwohner                 | 636  | 632  | 610  | 642  | 757  | 819  | 810  | 860  | 874  |
| Quelle: Cassini und INSEE |      |      |      |      |      |      |      |      |      |

## Sehenswürdigkeiten
- Romanische Kirche Saint-Germain
- Schloss Marrault aus dem 18. Jahrhundert

## Persönlichkeiten
- Paul Antoine Sagot (1821–1888), französischer Arzt, Botaniker, Agronom und Ethnolinguistiker, verstorben in Magny